# Wyspa Melville’a (Australia)
Wyspa Melville’a (w języku plemion Tiwi: Yelmalner) – wyspa o powierzchni 5786 km² położona na morzu Timor, u północnych wybrzeży Australii. Odkryta przez Abla Tasmana w 1644 roku, była pierwszym miejscem w pobliżu Australii, w którym próbowali osiąść Brytyjczycy. Wyspa nizinna, z rafami koralowymi i lasami namorzynowymi. Obecnie (od 1978) jest własnością plemion Tiwi.